# Bohuslav Pospíchal
Bohuslav Pospíchal es un deportista checoslovaco que compitió en piragüismo en la modalidad de eslalon. Ganó cuatro medallas en el Campeonato Mundial de Piragüismo en Eslalon entre los años 1961 y 1967.

## Palmarés internacional
| Campeonato Mundial | Campeonato Mundial                 | Campeonato Mundial | Campeonato Mundial |
| Año                | Lugar                              | Medalla            | Competición        |
| ------------------ | ---------------------------------- | ------------------ | ------------------ |
| 1961               | Hainsberg (RDA)                    | Medalla de oro     | C1 por equipos     |
| 1961               | Hainsberg (RDA)                    | Medalla de plata   | C1 individual      |
| 1965               | Spittal (Austria)                  | Medalla de oro     | C1 por equipos     |
| 1967               | Lipno nad Vltavou (Checoslovaquia) | Medalla de oro     | C1 por equipos     |